# Папороть таїландська
Таїландська папороть (Microsorum pteropus) — вид рослин родини багатоніжкові.

## Природний ареал
Рослина розповсюджена в Південно-Східній Азії.

## Опис рослини
У природних умовах досягає значних розмірів: від кореневища до кінчика листка майже пів метра. В акваріумі рослина удвічі менша. Коричневі шовковисті корінці міцно утримують рослину в ґрунті, на різних предметах. Яскраво-зелені, з добре видимими прожилками, молоді листки згодом темнішають. Іноді листки вкриваються коричневими цятками, які перетворюються на чорні. Такі листки незабаром відмирають. Причиною цього явища є, мабуть, значна підміна води. На одному кореневищі можуть розвиватися як здорові, чисті листки, так і напіввідмерлі приблизно одного віку. Причина захворювання цієї рослини остаточно ще не з'ясована.
Садити таїландську папороть у ґрунт не можна: треба притиснути кореневище до ґрунту невеличким камінцем або злегка прив'язати кущ папороті тонкою волосінню до декоративного корча чи каменя. Розростаючись, рослина сама міцно закріпиться.

## Розмноження
Розмножується таїландська папороть в акваріумі тільки вегетативно: на рослині з'являються молоді рослинки, які відділяються від маточного куща і вільно плавають у товщі води. Масова поява молоденьких рослин — це погана ознака, яка свідчить про погіршення умов життя рослини. При стабільних умовах папороть регулярно випускає молоді листки, які швидко ростуть і тривалий час зберігаються. Рослина легко переносить затінок, не потерпає через сусідство з іншими акваріумними рослинами. Невибагливість до освітлення дає можливість заповнювати нею в найтемніші місця рослинній композиції. Цю її якість використовують, коли необхідно створити умови для нересту риб, ікра яких боїться світла. Таїландська папороть, яка багато днів була в затіненому нерестовищі, після повернення в попередні умови починає активно викидати молоді листки. Незамінна ця рослина і в акваріумах, де утримують коропозубих, що розмножуються ікрою. Ґрунтом у таких водоймах є покришений торф, куди риби цієї родини відкладають ікру. Зрозуміло, що ніякі інші рослини, крім тих, що плавають на поверхні або в товщі води, не підходять для таких умов. У цьому випадку використовують папороть, яка однаково добре росте прикріпленою і вільноплавною.
Густі зарості таїландської папороті дуже прикрашають акваріум. Вона також може утворювати зарості з яванським мохом, причому за сприятливих умов через деякий час розділити їх дуже важко.
Сприятливі умови для папороті створюють стара торфована вода з достатньою кількістю біогенних речовин і розсіяне освітлення. Рослина невибаглива до температури, може витримувати навіть замерзання і після повільного переходу до нормальних умов не пропадає. Шкодить їй підміна хлорованої води у великій кількості.